# Heinrich Fritsch

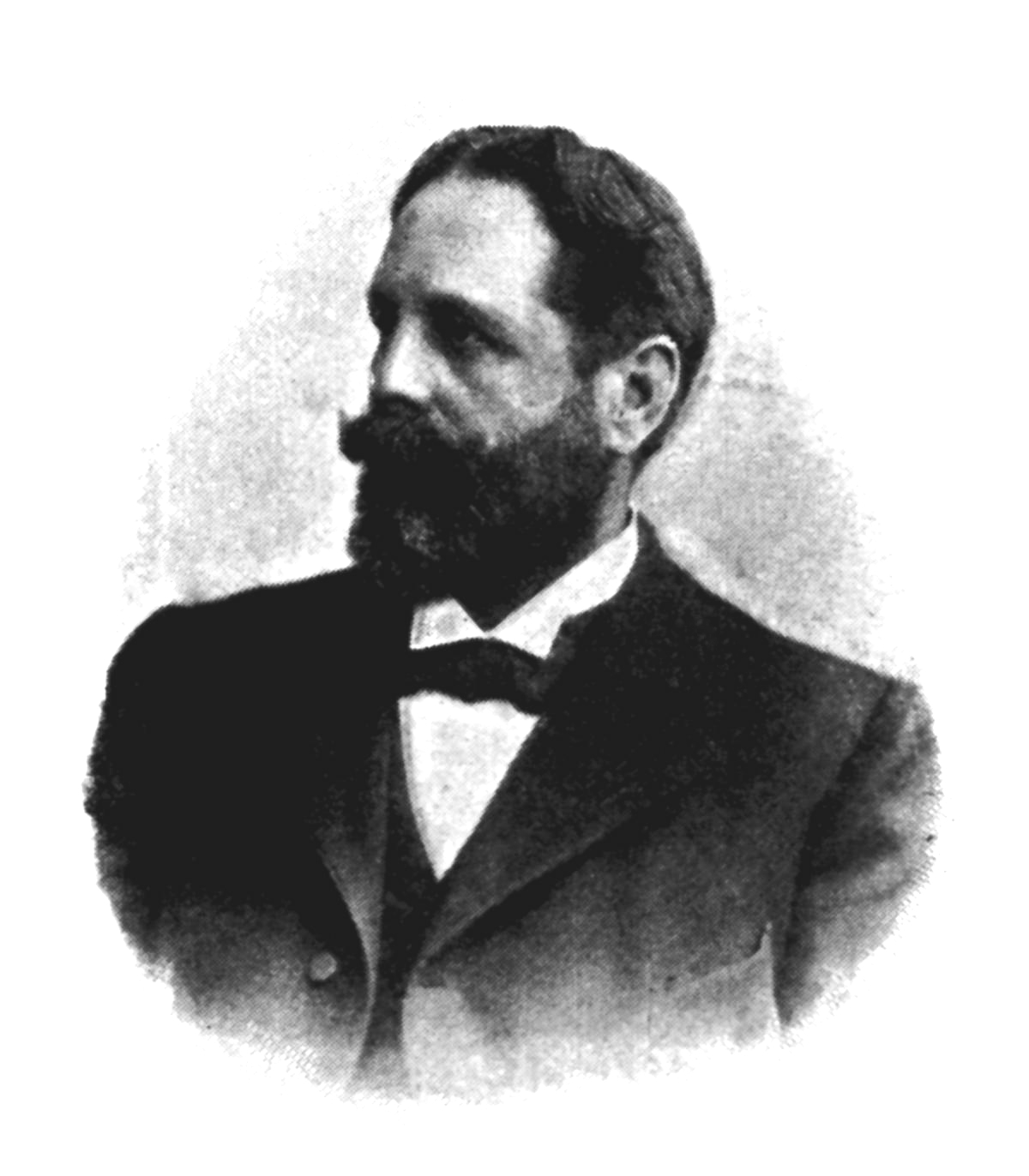
Heinrich Fritsch

Heinrich Fritsch (* 5. Dezember 1844 in Halle; † 12. Mai 1915 in Hamburg) war ein deutscher Gynäkologe und Hochschullehrer. Fritsch war Herausgeber des Centralblatts für Gynäkologie.

## Leben
Fritsch war der Sohn des Rechtsanwalts Gustav Fritsch und dessen Ehefrau Wilhelmine geb. Hartmann. Nach seinem Abitur 1865 in Halle studierte er an der Eberhard-Karls-Universität Tübingen, der Julius-Maximilians-Universität Würzburg und der Friedrichs-Universität Halle. Er wurde Mitglied des Corps Suevia Tübingen (1865) und des Corps Guestphalia Halle (1866). 1869 wurde er in Halle zum Dr. med. promoviert. Danach wurde er Wissenschaftlicher Assistent an der Geburtshilflichen Klinik in seiner Heimatstadt. 1873 habilitierte er sich in Gynäkologie.
1874 heiratete er in Halle Elisabeth Goedecke. Mit ihr hatte er drei Töchter, von denen Juli später den Internisten Ludolph Brauer und Anna den Gynäkologen Walter Stoeckel heiratete, und drei Söhne, Karl Fritsch (* 1880), Bernhard Fritsch (* 1882) und Hans Fritsch (* 1889). Rudolf Fritsch ist einer seiner Enkel. 
1877 zum a.o. Professor ernannt, übernahm Fritsch 1882 die Leitung der Universitätsklinik Breslau. Parallel dazu berief ihn die Königliche Universität Breslau auf den Lehrstuhl. Für das akademische Jahr 1887/88 wurde er zum Rektor gewählt. In seiner Rektoratsrede am 15. Oktober 1887 befasste er sich mit der Stellung der Ärzte in der bürgerlichen Gesellschaft.
1893 folgte er dem Ruf der Rheinischen Friedrich-Wilhelms-Universität Bonn. Sein Nachfolger im Breslauer Ordinariat wurde Otto Küstner.
Nach 27 Jahren wurde er 1910 in Bonn emeritiert. Zu seinem Nachfolger wurde hier Otto von Franqué berufen. Von 1891 bis 1893 war Fritsch der 5. Präsident der Deutschen Gesellschaft für Gynäkologie. Nach seiner Emeritierung lebte er in Hamburg, wo er mit über 70 Jahren starb und auch seine letzte Ruhestätte fand.

## Bedeutung

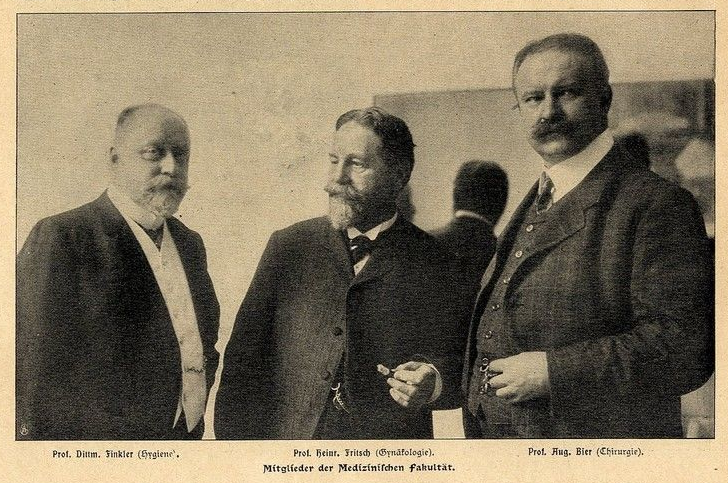
Finkler, Fritsch und Bier (1906)

Fritsch gilt als Begründer der modernen Gynäkologie. Als hochangesehener Operateur, Arzt und klinischer Lehrer bildete er eine ganze Generation bedeutender Gynäkologen heran. Das bei Breitkopf und Härtel in Leipzig erschienene Centralblatt für Gynäkologie begründete er 1877 mit Hermann Fehling. Weltweit bekannt wurde er durch seine in mehrere Sprachen übersetzten Monographien. Sein Werk Die Krankheiten der Frauen wurde von Walter Stoeckel und Karl Reifferscheid überarbeitet und 1924 in der 13. Auflage unter dem Titel Lehrbuch der Gynäkologie veröffentlicht.

## Ehrungen
Noch zu Lebzeiten wurde er von der Universität Bonn durch ein Brunnendenkmal geehrt. Die Heinrich-Fritsch-Strasse in Bonn wurde ebenfalls ihm zu Ehren benannt.

## Schriften (Auswahl)
- Klinik der alltäglichen geburtshilflichen Operationen, 1875, 5. Auflage 1894.
- Die Krankheiten der Frauen, 1881, 12. Auflage 1910.
- Grundzüge der Pathologie und Therapie des Wochenbetts. 1884.
- Gerichtsärztliche Geburtshilfe. 1901.
- 1870/71. Erinnerungen und Betrachtungen. A. Marcus & E. Webers Verlag, Bonn 1914.
- Fruchtabtreibung, in: Alfons von Rosthorn, Fritz Kermauner: Handbuch der gerichtsärztlichen Sachverständigentätigkeit. Enke Verlag 1911.